# オフセット印刷
オフセット印刷（オフセットいんさつ）は、印刷技術のひとつである。実際に印刷イメージが作られている刷版と紙が直接触れないのが特徴である。版に付けられたインキを、一度ゴムブランケットなどの中間転写体に転写した後、紙などの被印刷体に印刷するため、オフセット印刷と呼ばれる。
オフセット印刷の大半が平版（へいはん）を用いて行われているため、オフセットと言えば平版オフセット印刷のことを指すようになった。略して「オフセット」「オフ」と呼ばれることが多い。しかし、版に凸版を用いるドライオフセット印刷や、電子写真方式のオンデマンド印刷機にもオフセット方式を用いたもの（コダック・ネクスプレスなど）がある。

## 概要

### 印刷の原理

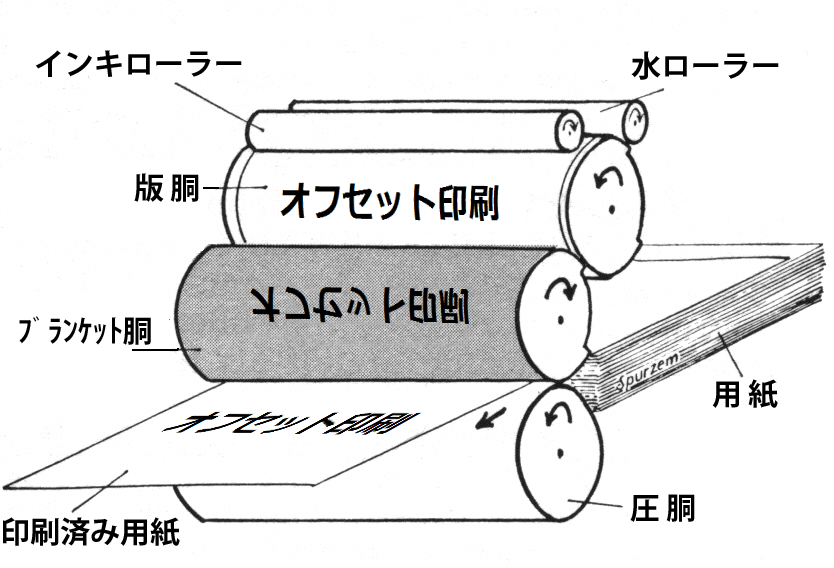
オフセット印刷の仕組み

オフセット印刷工程の側面図。複数のインキローラーでインキを分散・均一化する。

平版とは印刷の版式の一つで、版の撥水性を利用した印刷方法である。版材に石を用いる石版印刷が平版の最初だが、現在ではアルミに感光剤を塗布したPS版（pre-sensitized plate）が主流となっている。
イメージを作る前の原版（PS版）は、親水性の支持体を、親油（撥水）性の感光層で覆ったものである。この上に、版下から製版したフィルムを載せ、フォトリソグラフィにより、非画線部の親油層を除去する。この原版を版胴に巻き付け、水ローラーで湿し水（しめしみず）を付けると、親油層の除去された部分にのみ水が乗る。
続いてインキを付けるが、非画線部には水があるためインキが乗らず、画線部にのみインキが付着した状態になる。このインキを、原版からブランケットと呼ばれるゴム筒に一旦移した後、改めて紙に転写する。
非常に鮮明な印刷が可能で、版が直接紙に触れないことから胴の磨耗が少なく、大量印刷にも適する。輪転機を使用すれば短時間で大量の印刷が可能になる。紙に施す印刷技術としては、立体感が劣る、設備投資にかかる費用が高いといった点以外はほとんど欠点らしい欠点が無く、オフセット印刷用の用紙の発達もあり、現在世界中で供給される商業印刷機の多くをオフセット機が占めている。
一方で、湿し水には、揮発性有機化合物が使用されていることが多く（表面張力低下能力と増粘性のために約5〜20％程度のイソプロピルアルコールが添加される）、環境問題が指摘されることも多い。そのため、近年では、水の替わりにシリコン層を代用する「水なし印刷方式」が開発され、徐々にシェアを伸ばしている。なお、刷版に凸版やグラビア版を用いる「ドライオフセット印刷」は、平版を用いる「水なし印刷」とは別物である。
| |
| オフセット印刷の刷版 上図は層の厚みが誇張されているが、実際には凹凸がほとんど無い版のため「平版」という |

### 湿式と乾式
オフセット印刷には、湿式オフセットと水なしオフセットの2種類がある。湿式オフセット・リソグラフィは、インキの付着を管理し、非画像部を保護するために、湿潤液（湿し液）を混合して使用する。水なしオフセット・リソグラフィーは、インクをはじくシリコンの層によって版の非画像部を保護する、異なる方法を採用している。水なしオフセット・リソグラフィは新しいもので、1960年代に3M社によって発明された。その後、東レによって販売・商品化された。

### オフセット印刷の利点
他の印刷方法と比較したオフセット印刷の利点は以下の通り。
- オフセット印刷は、鮮明できれいな画像を生成し、活版印刷などよりもシャープできれいな画像や活字が簡単に印刷できる。 これは、ゴムブランケットが印刷面の質感に適合するためである。
- 刷版を迅速かつ容易に製造できる。
- 刷版と印刷面が直接接触しないため、ダイレクト・リソ印刷機よりも刷版の寿命が長い。最適化されたインキと湿し水とともに使用される適切に現像された版は、100万インプレッション以上の印刷長を達成することができる。
- コストが安価である。オフセット印刷は、商業印刷で高品質の印刷物を大量に生産するための最も安価な方法である。
- スクリューキーでファウンテンローラーのインク量を調整する機能。最も一般的なのは、金属製のブレードで、インキダクトからファウンテンローラーに転写されるインキ量をコントロールする。スクリューを調整することで、オペレーターはブレードとファウンテンローラー間のギャップを変え、特定の領域でローラーに塗布されるインキ量を増減させます。その結果、画像の各領域の色の濃度が変化する。古い機械では、ねじを手動で調整するが、最新の機械では、ねじのキーは、機械を制御するプリンタによって電子的に操作され、はるかに正確な結果を可能にする[4]。

### オフセット印刷の欠点
- グラビア印刷に比べ、画質がやや劣る。
- アルマイト印刷版は、現像された版が適切に手入れされないと、（化学的酸化により）感度が低下し、画像背景以外の部分に印刷される傾向がある。
- 版の製作や印刷機のセットアップにかかる時間とコストが削減された。その結果、ごく少量の印刷であれば、デジタルオフセット印刷機が使われるようになった。

## 歴史

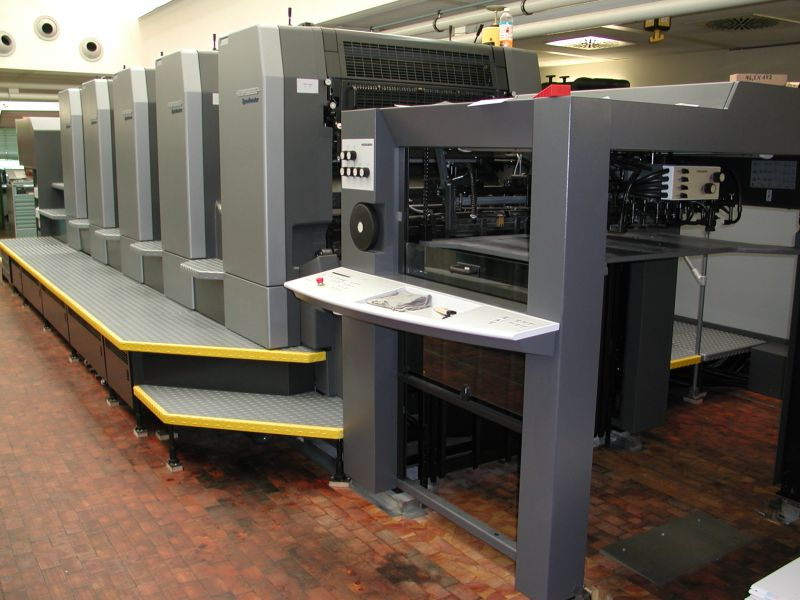
ハイデルベルグ社製スピードマスターCD 102-4印刷機（コブレンツの州測量局にて）。

### リトグラフ
リトグラフは当初、芸術作品を安価に複製する方法として考案された。この印刷プロセスは、印刷版が石灰岩から作られるため、平らで多孔質の表面での使用に限定されていた。実際、ギリシャ語（λιθογραφία）に由来する「リトグラフ」という言葉は、「石からの像」または「石に書かれたもの」を意味する。

### オフセット印刷機の開発
最初のオフセット印刷機には、1875年にイギリスのロバート・バークレー（Robert Barclay）がブリキに印刷するために開発したものと、1904年にアメリカのアイラ・ワシントン・ルーベル（Ira Washington Rubel）が紙に印刷するために開発したものがある。
バークレーが1875年に取得した特許は、19世紀半ばの転写印刷技術と、リチャード・マーチ・ホーが1843年に開発した輪転印刷機（平らな石の代わりに金属製のシリンダーを使用する印刷機）を組み合わせたものであった。
ヨーロッパ大陸でルーベルと同時代に活躍したのは、オフセット印刷機の原型（1904年）の作者であり、オフセットディスク印刷機（2つのゴム製転写ローラーが向かい合う）、すなわちローリングプレスの特許を持つカシュパル・ヘルマン（Kašpar Hermann）であった。1907年、彼はトライアンフ枚葉オフセット印刷機を使ってドイツで印刷を始めることに成功した。
その後、オフセット・シリンダーの厚紙はゴムに変更され、現在も最も一般的に使用されている素材である。

### オフセット印刷機の普及
19世紀が終わり、写真が普及すると、多くの石版印刷会社が廃業した。イラストレーションの代わりにハーフトーン技術を使ったフォト・エングレーヴィングが、この時代の主要な美学となった。ニュージャージー州のアイラ・ワシントン・ルーベルを含む多くの印刷業者が、写真や書籍の複製を作成するために低コストの石版印刷プロセスを使用していた。 ルーベルは1901年に、シートの装填を忘れたことで、金属ではなくゴムローラーから印刷することで、印刷されたページがより鮮明でシャープになることを発見した。さらに改良を重ね、1903年にはニューヨークのポッタープレス印刷会社（Potter Press printing Company）が印刷機を製造した]。1907 年までにルーベルオフセット印刷機がサンフランシスコで使用されるようになった。
ハリス・オートマチック・プレス社（Harris Automatic Press Company）も同時期に同様の印刷機を作った。チャールズ・ハリスとアルバート・ハリス（Charles and Albert Harris）は「輪転式レタープレス機」をモデルにしていた。
新聞社のステイリー・T・マクブレイヤーは、新聞印刷用のバンガードウェブ輪転印刷機を発明し、1954年にテキサス州フォートワースで発表した。

## 現代のオフセット印刷
印刷工程における重要な機能のひとつに、プリプレス制作がある。この段階では、印刷に備えてすべてのファイルが正しく処理されていることを確認する。これには、適切なCMYKカラーモデルへの変換、ファイルの最終化、印刷機で実行するジョブの各色の版の作成などが含まれる。

オフセット・リソグラフィは、印刷物を作成する最も一般的な方法のひとつである。一般的な用途としては、新聞、雑誌、パンフレット、文房具、書籍などが挙げられる。他の印刷方法と比較して、オフセット印刷は、メンテナンスをほとんど必要としない方法で、高品質の印刷物を大量に経済的に生産するのに最適な方法である。現代のオフセット印刷機の多くは、旧式のコンピューターからフィルムへ（コンピュータ・トゥ・フィルム、CTF）のワークフローから進化して、コンピューターから製版するシステム（コンピュータ・トゥ・プレート、CTP）を使用しており、これにより品質がさらに向上している。

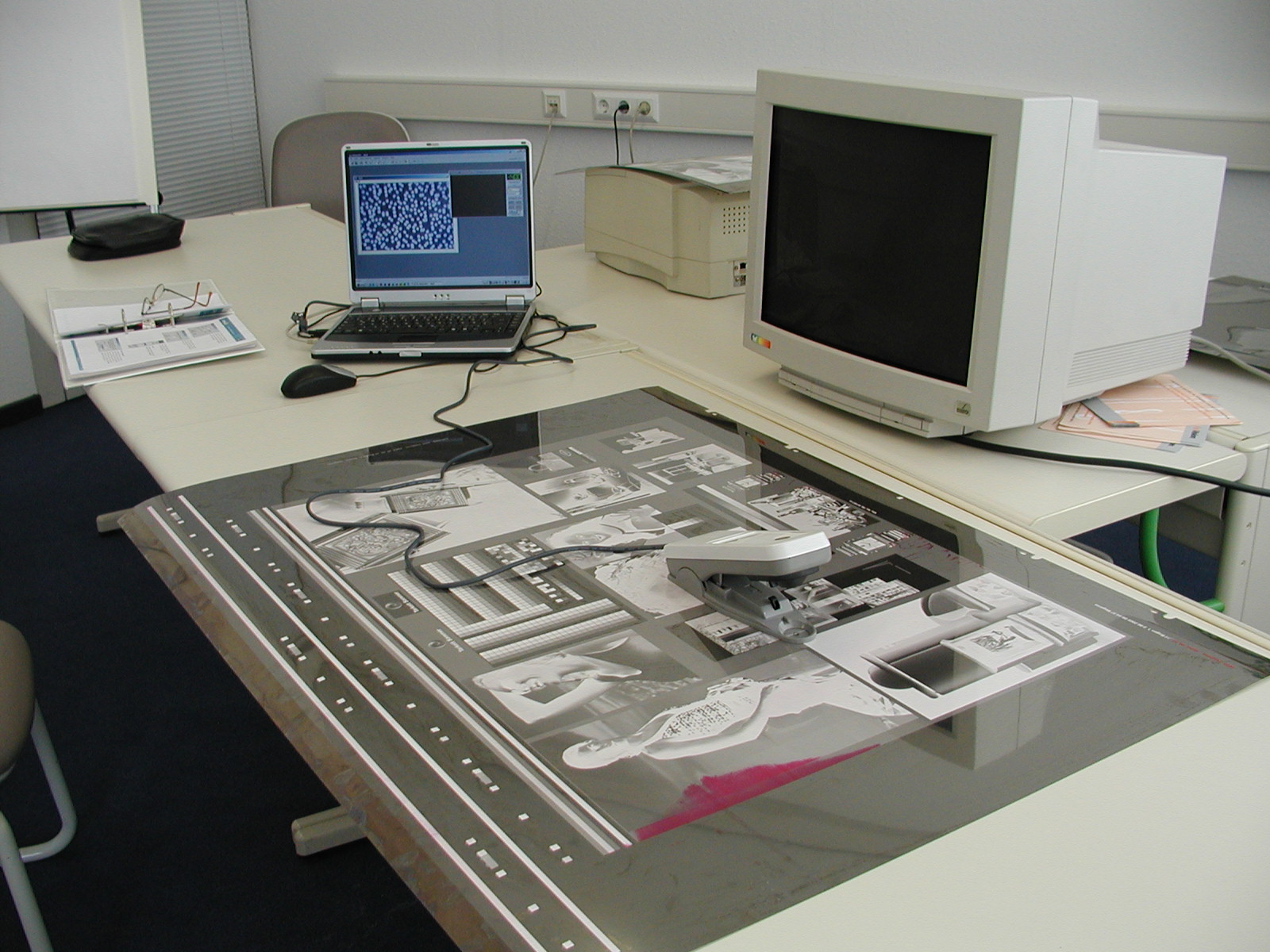
ネガ平版印刷版

オフセット印刷で使用される版は薄く、柔軟性があり、通常は印刷される紙のサイズよりも大きい。主に2種類の素材が使われる。
- 金属板、通常はアルミニウム製だが、マルチメタル、紙、プラスチック製の場合もある[17]。
- ポリエステル・プレートは、寸法安定性が低いため、より安価で、小さなフォーマットや中品質の仕事では、アルミニウム・プレートの代わりに使用できる[18]。

## 製版工程の進化

### コンピュータから刷版への直接出力
コンピュータ・トゥ・プレート（CTP）は、コンピュータ・トゥ・フィルム（CTF）技術に取って代わった新しい技術で、フィルムを使わずに金属版やポリエステル版を画像化することができる。剥離、合成、従来の製版工程を省くことで、CTPは印刷業界に変化をもたらし、プリプレス時間の短縮、人件費の削減、印刷品質の向上をもたらした。
ほとんどのCTPシステムは、サーマルCTPまたはバイオレット技術を使用している。どちらの技術も、品質と版の耐久性（長尺化）という点では同じである。しかし、バイオレットCTPシステムはサーマルCTPシステムよりも安価であることが多く、他方、サーマルCTPシステムはイエローライト下で運転する必要がない。
サーマルCTPでは、サーマルレーザーを使用して、刷版を画像化しながらコーティングの領域を露光または除去する。これは、版がネガ型かポジ型かによって異なる。サーマルレーザーの波長は一般に830nmであるが、露光に使用するか除去に使用するかによって使用エネルギーが異なる。バイオレットCTPレーザーの波長は、405nm～410nmとかなり短い。バイオレットCTPは、「可視光露光に調整された乳剤をベースにしている」。
もう1つのプロセスは、従来の従来の刷版の焼き付けに使われていたPSプレートを露光できるコンピュータ・トゥ・コンベンショナル・プレート（CTCP）システムであり、これは経済的なオプションである。

## 印刷工程
印刷プロセスにはいくつかのバリエーションが存在する。

### ブランケット・ツー・ブランケット
用紙の両面を同時に印刷する印刷方式で、1色につき2本のブランケット胴があり、その間に用紙を通し、それぞれの胴で片面を印刷する。
ブランケット・ツー・ブランケット印刷機は、シートの両面に同時に印刷するため、パーフェクティング印刷機またはデュープレックス印刷機とも呼ばれる。印刷生産時に、対向するブランケット胴が互いに圧胴として機能するため、圧胴は存在しない。この方式は、封筒印刷用に設計されたオフセット印刷機で最も使用されている。また、印刷機には1色につき2つの版胴がある。輪転印刷機と枚葉オフセット印刷機は、その多くが1回のパスで用紙の両面に印刷できる点でも似ており、両面印刷をより簡単かつ迅速に行うことができる。

### ブランケット・ツー・スティール
オフセット枚葉印刷機に似た印刷方式で、版圧とシリンダー圧がかなり精密であることを除けば、版とブランケットシリンダー間の実際のスクイズは0.005″が最適である。版とブランケット胴の間の実際の圧締は0.005″で最適であり、ブランケット胴と基材の間の圧締または圧力も同様である。ブランケット・ツー・スチール印刷機は1色印刷機とみなされる。裏面を印刷するには、回転バーを使用して印刷ユニット間でウェブを裏返す。この方法は、ビジネス フォーム、コンピューター レター、ダイレクト メール広告の印刷に使用できる。

### バリアブルサイズ印刷
取り外し可能な印刷ユニット、インサート、またはカセットを使用して、片面印刷およびブランケットからブランケットへの両面印刷を行う印刷プロセス。

### キーレスオフセット
インキングドラム上の残留インキを1回転ごとに除去し、1回転ごとに新しいインキを使用するというコンセプトに基づく印刷プロセス。新聞の印刷に適している。

### ドライオフセット印刷
凸版印刷の版に似た、金属を裏打ちした光硬化樹脂凸版を使用する印刷方法だが、インキが版から直接基材に転写される凸版印刷とは異なり、ドライオフセット印刷ではインキがゴムブランケットに転写されてから基材に転写される。この方法は、射出成形された硬質プラスチックのバケツ、たらい、カップ、植木鉢などへの印刷に用いられる。

## オフセット印刷の種類

### 一般枚葉オフセット印刷

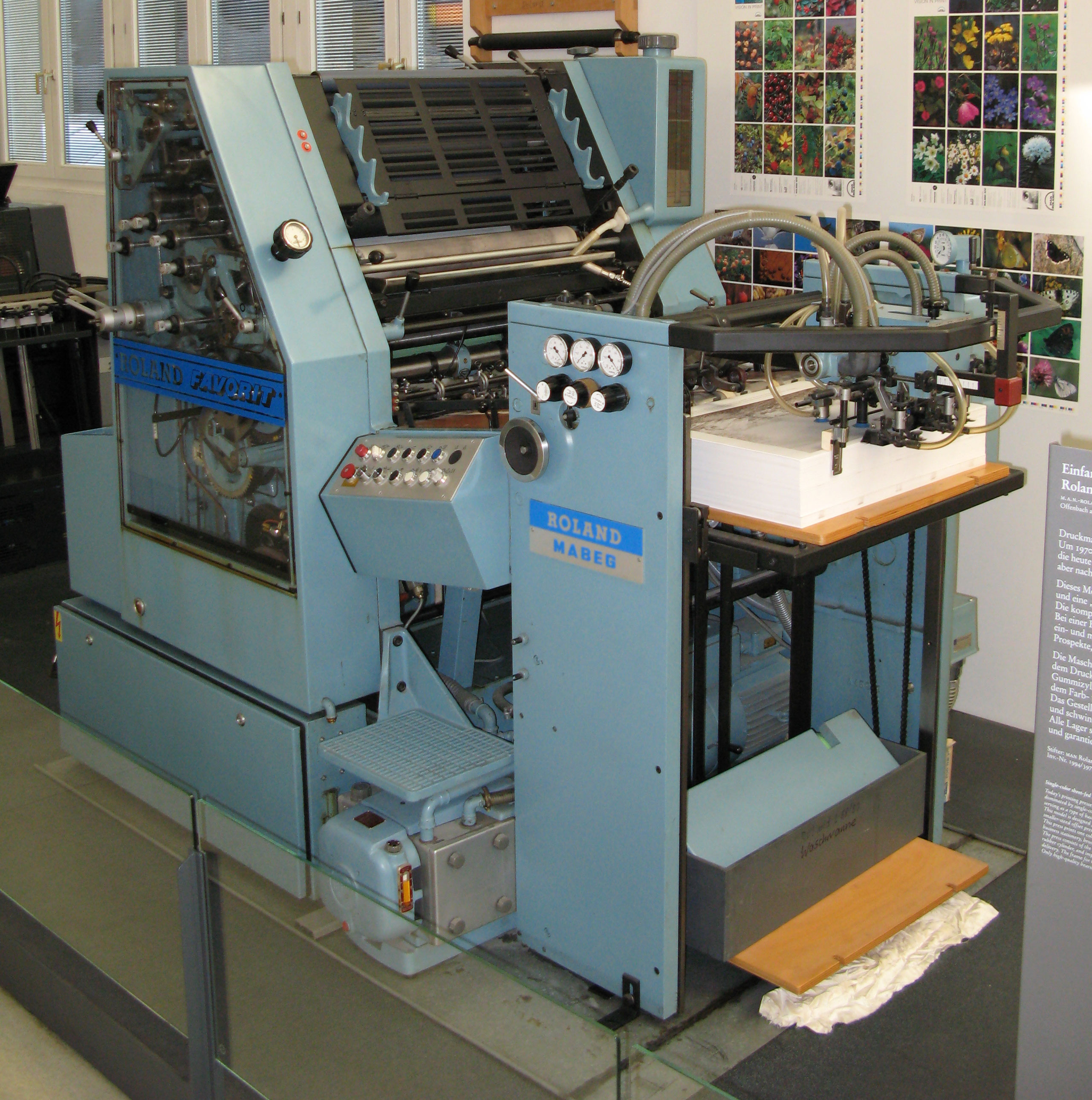
Roland Favorit RF01 一般枚葉オフセット印刷機。

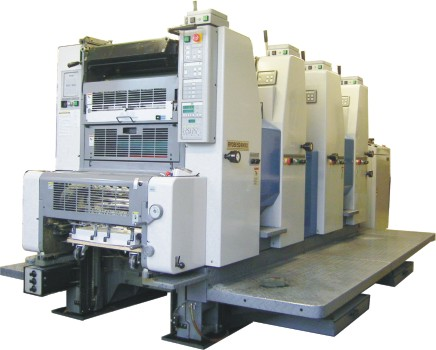
リョービ一般枚葉4色オフセット印刷機。

枚葉式とは、一枚一枚の紙またはロール紙を、一枚一枚を持ち上げて所定の位置に落とすサクション・バーを介して印刷機に送り込むことである。リトグラフ（略して「リト」）印刷機は、先に説明したように、リトグラフの原理を使って印刷版にインクを付ける。枚葉リトは、小ロットの雑誌、パンフレット、手紙の見出し、一般的な商業印刷によく使われる。枚葉オフセットでは、「印刷は1枚ずつ印刷機に供給される1枚の紙に行われる」。枚葉印刷機は、機械的見当合わせを使用して各シートを互いに関連付け、印刷機を通過するすべてのシートで同じ画像が同じ位置に再現されるようにする。
米国では、用紙サイズが12インチ×18インチ（300mm×460mm）までのオフセット印刷機は、印刷機ではなくデュプリケーターに分類される。オフセット印刷機は、12インチ×18インチ(300 mm×460 mm)までのサイズで、1色および2色のコピーを高速かつ高品質に複製するために使用される。人気のあるモデルは、A.B.ディック社製、マルチリス社製、A.T.F.-Davidson社製のチーフラインおよびデビッドソンラインである。オフセット印刷機は、高速で素早い印刷のために作られ、1時間に最大12,000インプレッションを印刷する。オフセット印刷機は、ビジネスフォーム、レターヘッド、ラベル、会報、はがき、封筒、フォルダー、レポート、営業資料などを印刷することができる。
フィーダーシステムは、紙が印刷機内を正しく流れるようにする役割を担っている。ここで基材がセットされ、印刷機への基材の特定の仕様に合わせてシステムが正しく設定される。
印刷ユニットは多くの異なるシステムで構成されている。湿式システムは、湿し液を水ーローラーで版に塗布するために使用される。インキング・システムは、ローラーを使って版とブランケット・シリンダーにインクを供給し、基材に転写する。版胴は、すべてのイメージングを含むプレートが取り付けられる場所である。最後に、ブランケット胴とインプレッション胴は、印刷機を通過する基材に画像を転写するために使用される。
デリバリーシステムは、紙が印刷機を通過する間、印刷工程における最終目的地である。紙がデリバリーに到達すると、インキが適切な方法で硬化するために積み重ねられる。これは、用紙が適切なインク濃度と見当を持つことを確認するために検査されるステップである。
印刷における二重像の生成や影響は、スラーと呼ばれる。

### 枚葉UVオフセット印刷
UVオフセット印刷は、紫外線（UV）に速乾性のあるインキを使用し、紫外線を照射することで、インキを強制的に硬化（乾燥）させる印刷手法である。油性インクを使った印刷では、印刷物の裏面に表面のインキの色が移って汚れてしまう裏移りや、紙にインキが染み込み、そのまま裏側まで染み出してしまう裏抜けなどのトラブルがよくあるが、ＵＶオフセット印刷では、インキを強制的、瞬間的に硬化（乾燥）させるので表面の被膜強度が非常に強く、これらのトラブルがほとんどないため、印刷物がきれいに仕上がる。また、インキの乾燥のための時間を必要としないので、印刷の後工程にも素早く入ることができる、納期の短縮にもつながる。さらに、紫外線による化学反応で硬いインキ被膜を形成するため、摩擦堅牢度が高く、耐摩性・耐薬品性に優れ、直射日光や水分への耐久性にも優れているので、戸外での使用にも耐えられる。油性印刷で使用されるスプレーパウダーが不要である。
ただし、UVオフセット印刷では、アクリル樹脂を主成分とするUVインキを使用し、それを強制的に硬化させるため、インキ被膜が硬くて丈夫な反面、パンフレットや冊子など折り加工の必要な製品の場合には、折り目に罫割れが生じやすくなるため、デザインの段階で罫割れが目立つ濃い色を避けるなど、対策が必要になり、これがデメリットである。

### オフセット輪転印刷（オフ輪）

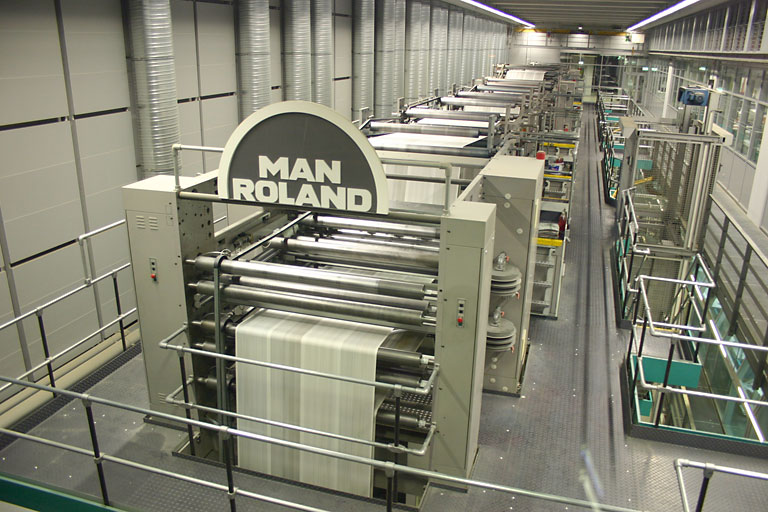
マンローランド社製の新聞印刷用オフセット輪転印刷機。

現代のオフセット輪転印刷は、大きなリールの紙を数回に分けて、通常は数メートルにわたって大きな印刷機に通し、紙が通されると同時に連続的に印刷を行う。輪転印刷とは、印刷機に供給されるロール紙（または「ウェブ」）を使用することを指す。オフセット輪転印刷は一般に、5,000または10,000インプレッションを超える印刷に使用される。輪転印刷の典型的な例としては、新聞、新聞の折り込み広告、雑誌、ダイレクトメール、カタログ、書籍などがある。輪転印刷機は、コールドセット（または非ヒートセット）オフセット輪転印刷機とヒートセット・オフセット輪転印刷機の2つの一般的なクラスに分けられる。コールド・オフセット輪転印刷は紙に吸収されることで乾燥し、ヒートセット・オフセット輪転印刷は乾燥ランプやヒーターを利用してインキを硬化させる、つまり「セット」する。ヒートセット・オフセット輪転印刷機はコート紙（スリック紙）にも非コート紙にも印刷できるが、コールドセット輪転印刷機は新聞用紙のような非コート紙に限られる。一部のコールドセット輪転機には、ヒートドライヤーや紫外線ランプ（UV硬化型インキ用）を取り付けることができるため、新聞印刷機でカラーページをヒートセット印刷し、モノクロページをコールドセット印刷することができる。
オフセット輪転印刷機は、長時間の印刷作業、一般的には10,000または20,000インプレッションを超える印刷に有益である。輪転印刷機の中には、毎分3,000フィート（910メートル）以上のスピードで印刷するものもある。スピードと短時間での完成という利点に加え、輪転印刷機の中には、インラインで裁断、ミシン目、折り加工ができるものもある。

### ヒートセット・オフセット輪転印刷
このオフセット輪転印刷のサブセットは、通常、印刷ユニットのすぐ後に配置される乾燥機で蒸発によって乾燥するインキを使用する。通常、インキが主に表面に留まるコート紙で行われ、乾燥後に光沢のある高コントラストの印刷画像が得られる。紙がドライヤーを出ると、一般的に下流の工程である折り畳みと裁断には熱すぎるため、ドライヤーの後に配置された「チルロール」のセットが紙の温度を下げ、インクをセットする。インクが乾燥する速度は、ドライヤーの温度と、紙がこの温度にさらされる時間の長さの関数である。この種の印刷は通常、雑誌、カタログ、折込チラシ、その他、中・大量、中・高品質の印刷に使用される。

### コールドセット・オフセット輪転印刷
これはオフセット輪転印刷のサブセットでもあり、通常、低品質の印刷出力に使用される。典型的なのは新聞製作である。このプロセスでは、インキは下地の紙に吸収されて乾燥する。典型的なコールドセットの構成は、縦に配置された一連の印刷ユニットと周辺機器であることが多い。新聞社が新しい市場を求めるようになると、より高い品質（より光沢があり、よりコントラストが高い）を意味することが多くなるため、ヒートセットタワー（乾燥機付き）を追加したり、蒸発や吸収ではなく重合によって表面で「硬化」するUV（紫外線）ベースのインクを使用したりすることがある。

### 枚葉と輪転の比較
枚葉印刷機にはいくつかの利点がある。一定の断裁された用紙に印刷するため、多数のシートサイズとフォーマットサイズを同じ印刷機に通すことができる。さらに、廃棄シートをメークレディ（印刷の品質を保証するためのテスト工程）に使用することができる。これにより、印刷機で版やインキをセットアップする際に、良い紙を無駄にすることなく、低コストで準備することができる。廃棄シートは、しばしばブランケットや版胴に埃やオフセットパウダーの粒子が付着し、印刷されたシートに欠陥が生じるという欠点がある。この方法は最高品質の画像を生み出す。

### ビジネス・フォーム印刷（BF）
一方、輪転印刷機は枚葉印刷機よりもはるかに速く、最高で毎時80,000枚の断裁が可能である（断裁とは、印刷機上でリールやウェブから切り離された紙のことで、各シートの長さはシリンダーの円周に等しい）。輪転印刷機の速度は、新聞、雑誌、漫画本のような大ロット印刷に理想的である。しかし、輪転印刷機は、グラビア印刷機やフレキソ印刷機が可変であるのとは異なり、切断長が固定されている。

### 軽オフセット（軽オフ）
製版にPS版でなく、ピンクマスターやシルバーマスターと呼ばれる紙やフィルムの版を使う印刷形式を「軽オフセット印刷」略して「軽オフ」と呼ぶ。網点がつぶれやすく、写真を含む精密な印刷には不向きであるが、製版コストが安く、手軽なところがメリットであり、小ロットで短納期の、いわゆる軽印刷の代表的な印刷技術となっている。近年は紙版の製版機もデジタル化が進みPS版と比べ遜色のないレベルまで網点の再現性が向上している。

## 印刷インク
オフセット印刷は、他の印刷方法と比較して、高粘度のインキを使用する。典型的なインキの動的粘度は40～100 Pa・sである。
オフセットリソグラフィ印刷で利用できるペーストインキには多くの種類があり、それぞれに長所と短所がある。これには、ヒートセット、コールドセット、紫外線（UV）硬化型や電子ビーム（EB）硬化型などのエネルギー硬化型（EC）などがある。ヒートセットインキは最も一般的なインキで、熱を加え、その後急速に冷却して硬化プロセスを触媒することによって「定着」し、雑誌、カタログ、折込チラシなどに使用される。コールドセット・インキは、非コーティングのストックに吸収されるだけで定着し、一般的に新聞や書籍に使用されるが、インサート印刷でも見られ、最も経済的なオプションである。エネルギー硬化型インキは、最高品質のオフセットリソインキで、光エネルギーの適用によって定着する。インキを硬化させるためのランプなど、特殊な設備が必要で、通常、最も高価なオフセットリソインキである。
- レターセットインキは主に、ダンパーシステムを持たず、盛り上がった画像を持つイメージングプレートを使用するオフセット印刷機で使用される[35]。
- 水なしインキは耐熱性があり、シリコーンベースのプレートが非画像領域でトーニングを示さないようにするために使用される。これらのインキは通常、水なしダイレクトイメージング印刷機で使用される[35]。
- 単一流体インキは、プロセス中に減衰システムを使用することなく、リソグラフ印刷機でリソグラフ版を可能にするプロセスを使用する新しいインキである[35][36]。

## オフセット印刷機械メーカー
- 小森コーポレーション
- 三菱重工印刷紙工機械
- リョービ
- ハマダ印刷機械
- ハイデルベルガー・ドルックマシーネン（英語版）
- アキヤマインターナショナル
- 西研グラフィックス[37]
- 東京機械製作所[38]
- 太陽機械製作所[39]

## 関連文献
- Hird, Kenneth F. (2000). Offset Lithographic Technology. Tinley Park, Illinois: Goodheart - Willcox. ISBN 978-1-56637-621-1
- "Offset Printing". Encyclopædia Britannica. Retrieved March 22, 2004, from Encyclopædia Britannica Premium Service.
- 日本印刷学会 編『オフセット印刷機の使用法』（5版）印刷学会出版部、1955年。
- Bernard R.Halper 著、大日本インキ化学工業株式会社 訳『オフセット印刷の色修正』大日本インキ化学工業。
- 服部幸治、尾崎郁夫、山本昇志、金子雅仁、中村先男 (1996-9). “オフセット印刷機用色調管理システムの開発”. 三菱重工捜報 (三菱重工) 33 (5):  370-373.